# Депортація балкарців
Депортація балкарців — примусове виселення балкарського народу з території Кабардино-Балкарської АРСР, проведене Народним комісаріатом внутрішніх справ СРСР 8-9 березня 1944 року за рішенням Державного комітету оборони, в райони Казахстану і Киргизії. 
Було виселено 37 103 людини. Ініціатором і організатором репресії був Лаврентій Берія. Офіційно депортація обґрунтовувалася фактами участі представників народу в колабораціоністських формуваннях, які виступали на боці нацистської Німеччини під час Великої Вітчизняної війни. Згодом, вищими державними органами СРСР, а пізніше — Росії, депортація була визнана незаконною і актом геноциду.
Депортація мала ряд негативних наслідків: фізичне знищення частини балкарського етносу, насильницьке руйнування структури політичного, соціально-економічного, культурного розвитку балкарців і ліквідація державності народу. Так само було завдано шкоди економічному розвитку КБАССР: населення, що залишилося було, на добровільно-примусовій основі, змушене освоювати і підтримувати спорожнілі землі. Відбувся розрив поколінь: так як через переселення багато членів сімейно-родинних структур виявилися розділені, внаслідок чого порушилася традиція передачі досвіду від батьків до дітей.